# گای نوسیبور
گای نوسیبور (انگلیسی: Guy Nosibor؛ زادهٔ ۲۲ ژوئیهٔ ۱۹۵۴) بازیکن فوتبال اهل فرانسه است.
از باشگاه‌هایی که در آن بازی کرده‌است می‌توان به باشگاه فوتبال رن و باشگاه فوتبال پاری سن ژرمن اشاره کرد.